# Audiophile Records
Audiophile Records es una compañía y sello discográfico, fundada en 1947 por Ewing Dunbar Nunn para producir grabaciones de jazz de Dixieland. Muy pocas de las primeras ediciones fueron música clásica, como por ejemplo las grabaciones de Robert Noehren en el órgano de tubos (discos AP-2 y AP-9).

## Historia
Después de haber sido coleccionista de discos desde la década de 1920, Nunn comenzó a producir discos para mejorar su calidad de audio. Era un ingeniero de grabación que creía que el sonido monofónico era mejor que el sonido estereofónico. Sus discos impresionaron a la revista High Fidelity y a G. A. Briggs, el diseñador de los altavoces Wharfedale. En 1947, fundó Audiophile Records en Saukville, Wisconsin, antes de trasladar la compañía a Mequon, Wisconsin, en 1965.
En 1969, Nunn vendió el sello a Jim Cullum de San Antonio, Texas, y a su hijo, Jim Cullum, Jr., propietario de Happy Jazz Records. Nunn permaneció como ingeniero jefe. Los Cullum eran ambos músicos. Con el padre en el clarinete y el hijo en la corneta, tocaron en la Happy Jazz Band, que era popular a lo largo del San Antonio River Walk y que grabó en Audiophile.
En la década de 1970, la discográfica fue adquirida por el grupo Jazzology de George Buck, actualmente bajo el control de la George H. Buck Jr. Jazz Foundation.

## Fabricación de discos
Los álbumes de Audiophile fueron impresos por la compañía Wakefield en Phoenix, Arizona, en vinilo rojo transparente, similar al usado por RCA para muchos de sus lanzamientos iniciales de microsurcos. Sus primeros álbumes se grabaron a 78 rpm, una velocidad que se pensaba que ofrecía una mayor fidelidad. Nunn pasó a ser conocido por sus grabaciones monofónicas de alta fidelidad a 78 rpm. A medida que la tecnología de grabación mejoró, produjo LPs a 33 1/3 rpm, y finalmente adoptó el sistema estereofónico.
A finales de la década de 1940, Audiophile lanzó su primera grabación, Pop Goes the Weasel (AP 1), de Harry Blons. La cara A del disco Audiophile AP 1 tiene tres pistas: "Pop Goes the Weasel", "Wolverine Blues" y "Chimes Blues". La cara B contiene "Lassus Trombone", "Tia Juana" y "Copenhagen". Los seis temas son interpretados por la Harry Blons Dixieland Band. Este disco lleva la matriz y la etiqueta número 103 y 104. La cara A del disco Audiophile AP 2 tiene cuatro pistas: "Caillon De Westminster", "Legende", "Scherzetto" y "Divertissement". La cara B contiene tres temas: "Chorale Prefudes - Reger", "Pastorale - Reger" y "Prelude and Fugue on Bach - Liszt". Los siete temas son interpretados por Robert Noehren, organista. Este disco lleva la matriz y los números de etiqueta 101 y 102. Estas etiquetas que muestran el disco AP 1 con matriz 103 y 104 y el disco AP 2 con matriz 101 y 102 dejan abierta la pregunta de cuál fue el primero de estos raros Audiophile 78 en ser prensado.
Los primeros de estos lanzamientos (grabados a 78 rpm), AP-1 hasta al menos AP-29, venían en un sobre de grueso papel manila. Los numerados entre AP-1 y AP-5, son raros y muy apreciados entre los coleccionistas. Alrededor de 1952 o 1953, Nunn cambió a 33 1/3 rpm y comenzó a usar la funda de cartón más estándar, con una mancha de color en la cubierta.

## Artistas notables
- Claire Austin
- Harry Blons
- Joyce Breach
- Joe Bushkin
- Joyce Carr
- Barbara Carroll
- Russ Case Orchestra
- Melissa Collard
- Eddie Condon
- Dolly Dawn
- Dorothy Donegan
- George Duvivier
- Doc Evans
- Helen Forrest
- Connie Francis
- Bud Freeman
- Urbie Green
- Juanita Hall
- Dick Haymes
- Art Hodes
- Dick Hyman
- Max Kaminsky
- Rebecca Kilgore
- Barbara Lea
- Loonis McGlohon
- Mabel Mercer
- Johnny Mince
- Buddy Morrow
- Rose Murphy
- Robert Noehren
- Helen O'Connell
- Anita O'Day
- Patti Page
- Knocky Parker
- Les Paul
- Bucky Pizzarelli
- Bertice Reading
- Jimmy Rowles
- Pee Wee Russell
- Artie Shapiro
- Daryl Sherman
- Carrie Smith
- Maxine Sullivan
- Mel Tormé
- Ukulele Ike
- Marlene VerPlanck
- Ronnie Whyte
- Lee Wiley
- Paul Weston
- George Wettling
- Margaret Whiting